# Ferrocarril de Hidalgo
El Ferrocarril de Hidalgo fue un ferrocarril construido con dinero mexicano, ya que fue concesionado al ingeniero Gabriel Mancera junto con cierta aportación del gobierno mexicano. Recorría un total de 232 kilómetros divididos en dos partes: el ramal Ometusco-Pachuca y su conexión con el ramal de México-Veracruz.
Esta l̪ínea de Ferrocarril fue terminada a finales de 1882 e incorporaba a Apan, Pachuca y Tulancingo.

## Historia
En 1876, a la par del comienzo del Porfiriato, se iniciaron los planes de la creación del ferrocarril de Hidalgo con el apoyo del gobernador Rafael Cravioto, quien se comprometió en construir una red ferroviaria al interior del Estado de Hidalgo que fuera capaz de conectarse con la red ferroviaria México-Veracruz que ya existía. Para 1880 se tenían 17 kilómetros de construcción de dichas vías, pero se sufrían retrasos en los trabajos, por lo que se decidió concesionar los kilómetros restantes de construcción. 
Gabriel Mancera se hizo cargo de dicha concesión para terminar el tramo restante de vía que faltaba, tuvo que otorgar subsidios de $2,000 por kilómetro; y aparte obtener un préstamo hipotecario a 25 años, lo que lo llevó a concluir la obra en 1882. Se conectó con el ramal México-Veracruz en el pueblo de Irolo, municipio de Tepeapulco.
Dicha construcción trajo para el estado una gran ventaja comercial debido a sus recorridos en los que transportaba algodón, azúcar, frutas, pulque, carbón, ganado, maderas, café y, por supuesto, a los viajeros. Sus locomotoras Fairlie jalaban coches de pasajeros de primera, segunda y tercera clase, carros para equipaje y correo; y a su vez carros de carga para leña, ganado, granos y pulque.
La compañía del Ferrocarril Mexicano, al notar el aumento del tráfico, construyó y operó su propio ramal desde la estación Ometusco. El servicio de tren se inició con el solemne viaje inaugural del 2 de diciembre de 1890 con asistencia del presidente Porfirio Díaz.
El 17 de diciembre de 1892 se aprobó un contrato-cohesión en donde se estipulaba que el Ferrocarril Central de México tenía la autorización de construir una línea de Tula a Pachuca que terminó conectándose con la vía de San Luis Potosí a Tampico con una fecha final de elaboración para el 31 de diciembre de 1897. Esto permitiría que el Ferrocarril Central de México alcanzara el puerto de Tampico y la frontera de Estados Unidos. En vez de construir una nueva línea en el Estado de Hidalgo en el año de 1905 la compañía Ferrocarril Mexicano, que iba de la Ciudad de México al puerto de Veracruz compró la línea del ingeniero Gabriel Mancera.

### Apoyo extranjero
El empresario Richard Honey vio la necesidad de hacer traslados de recursos tanto de hombres como de suministros  a las minas, por lo que consideró que el ferrocarril era la mejor opción para resolver estas cuestiones. Los ingleses eran los encargados de llevar a cabo la explotación de minerales en Hidalgo.
Los negocios más notables de Honey fueron Apulco y La Trinidad, en Puebla, lugar donde se encuentra la estación Honey.
Honey logró conseguir la concesión del ferrocarril Zimapán-Tampico, la cual años después fue vendida a la compañía central.

### Actualidad
Los primeros cambios que sufrió el ferrocarril comenzaron en 1956, cuando se demolió el edificio de la estación Hidalgo y en 1957 se construyó la Plaza Juárez.
Años después, los terrenos que fueron ocupados para hacer maniobras del Ferrocarril se convirtieron en el primer fraccionamiento habitacional llamado “la colonia Periodistas”. Entre 1960 y 1970 se construyó el fraccionamiento Revolución.
La estación de Irolo luce en la actualidad muy distante a lo que fue en el pasado. Ferrosur, la empresa encargada de dicha propiedad presta el inmueble a la oficina de migración hidalguense para hacer sus operativos en busca de inmigrantes para después mandarlos a la Ciudad de México.
La estación de Tulancingo es sede del Museo del Ferrocarril de Tulancingo y la estación Honey es sede de la casa de cultura Richard Honey.
En 2023 se propone conectarlo al AIFA por las Líneas H, HA pasando por las estaciones Xolox (San Lucas Xolox), Paula (Hitzila, Atizayuca), El Rey (Tepojaco), Ixtahuaca, Platah (Tezontepec) y Jagüey de Teyez (Pachuca). También se propone conectar esta vía a la Estación de Tula.

## Impacto en la minería
El Ferrocarril Hidalgo constituía un medio seguro para el transporte de las barras de plata y oro que se llevaban a Pachuca, además de ser el transporte para los trabajadores de las minas que se tenían que trasladar del lugar donde vivían al trabajo. Trajo también como ventaja el  no arriesgase más a las “conductas” -nombre que se daba a los viajes custodiados por jinetes armados-.